# UFC on ESPN: Kara-France vs. Albazi
UFC on ESPN: Kara-France vs. Albazi（ユーエフシー・オン・イーエスピーエヌ：カラ＝フランス・バーサス・アルバジ、別名UFC on ESPN 46）は、アメリカ合衆国の総合格闘技団体「UFC」の大会の一つ。2023年6月3日、ネバダ州ラスベガスのUFC APEXで開催された。

## 大会概要
本大会はカイ・カラ＝フランスとアミル・アルバジのフライ級戦が組まれた。

## 試合結果

### プレリミナリーカード
第1試合 ライトヘビー級 5分3R
○  フェリペ・リンス vs.  マキシム・グリシン ×
3R終了 判定3-0（29-28、29-28、30-27）
第2試合 バンタム級 5分3R
○  ダモン・ブラックシア vs.  ルアン・ラセルダ ×
2R 3:54 TKO（パウンド）
第3試合 女子ストロー級 5分3R
○  エリース・リード vs.  ジン・ユウ・フライ ×
3R終了 判定3-0（29-28、29-28、29-28）
第4試合 ライト級 5分3R
○  ムハンマド・ナイモフ vs.  ジェイミー・ムラーキー ×
2R 2:59 TKO（右フック→パウンド）
第5試合 バンタム級 5分3R
○  ジョン・カスタネーダ vs.  ムイン・ガフロフ ×
3R終了 判定3-0（29-27、29-27、29-27）
第6試合 ヘビー級 5分3R
○  ドンテイル・メイエス vs.  アンドレイ・アルロフスキー ×
2R 3:17 TKO（右フック→パウンド）
第7試合 バンタム級 5分3R
○  ダニエル・サントス vs.  ジョニー・ムニョス ×
3R終了 判定3-0（29-27、29-27、29-27）

### メインカード
第8試合 ウェルター級 5分3R
○  エリゼウ・ドス・サントス vs.  アブバカル・ヌルマゴメドフ ×
3R終了 判定2-1（28-29、29-28、29-28）
第9試合 女子フライ級 5分3R
○  カリーニ・シウバ vs.  ケトレン・ソウザ ×
1R 1:45 膝十字固め
第10試合 フライ級 5分3R
○  ティム・エリオット vs.  ビクトル・アルタミラノ ×
3R終了 判定3-0（30-27、30-27、29-28）
第11試合 ライト級 5分3R
○  ジム・ミラー vs.  ジェシー・バトラー ×
1R 0:22 KO（左ストレート）
第12試合 フェザー級 5分3R
○  アレックス・カサレス vs.  ダニエル・ピネダ ×
3R終了 判定3-0（29-28、29-28、29-28）
第13試合 フライ級 5分5R
○  アミル・アルバジ vs.  カイ・カラ＝フランス ×
5R終了 判定2-1（47-48、48-47、48-47）

### 各賞
ファイト・オブ・ザ・ナイト：アレックス・カサレス vs. ダニエル・ピネダ
パフォーマンス・オブ・ザ・ナイト：ジム・ミラー、ムハンマド・ナイモフ
各選手にはボーナスとして5万ドルが授与された。

### カード変更
負傷などによるカードの変更は以下の通り。